# فيلي باتون
فيلي باتون (بالإنجليزية: Willie Paton)‏ (1 أغسطس 1925 - 2005) هو لاعب كرة قدم بريطاني (وحمل سابقاً جنسية المملكة المتحدة لبريطانيا العظمى وأيرلندا) في مركز مهاجم داخلي. لعب مع نادي رينجرز.